# Ilex dumosa
Ilex dumosa là một loài thực vật có hoa trong họ Aquifoliaceae. Loài này được Reissek mô tả khoa học đầu tiên năm 1861.

## Hình ảnh

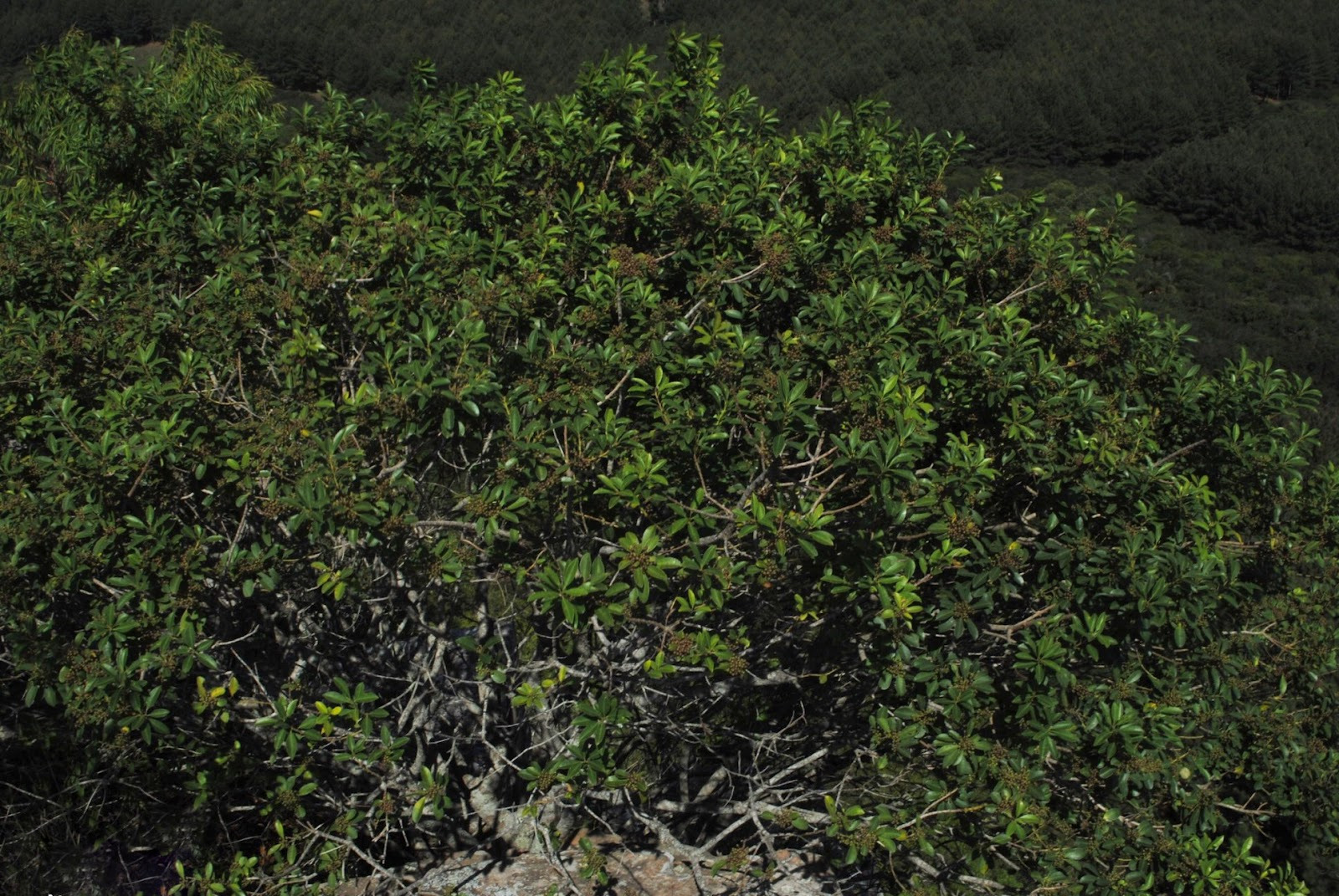
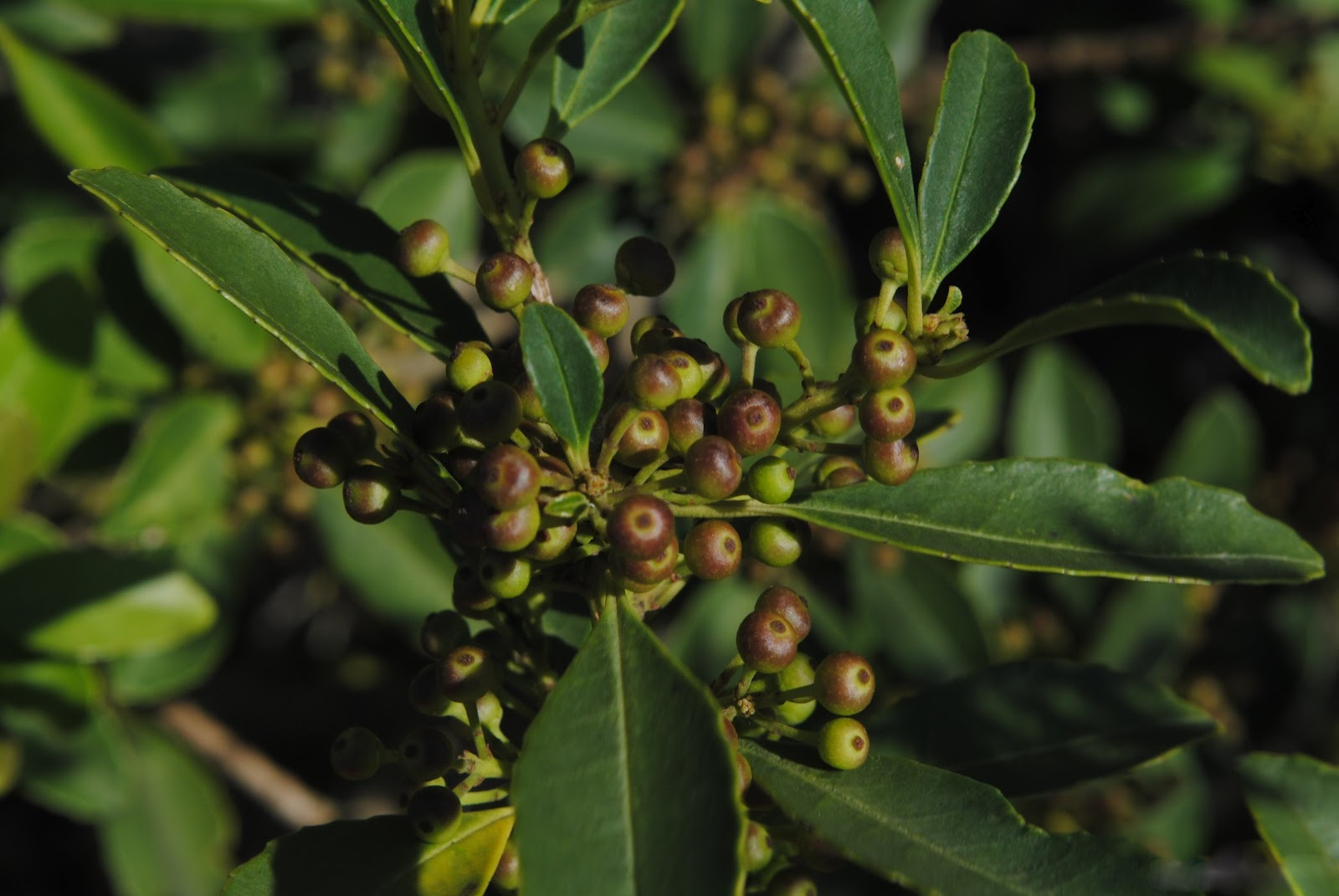
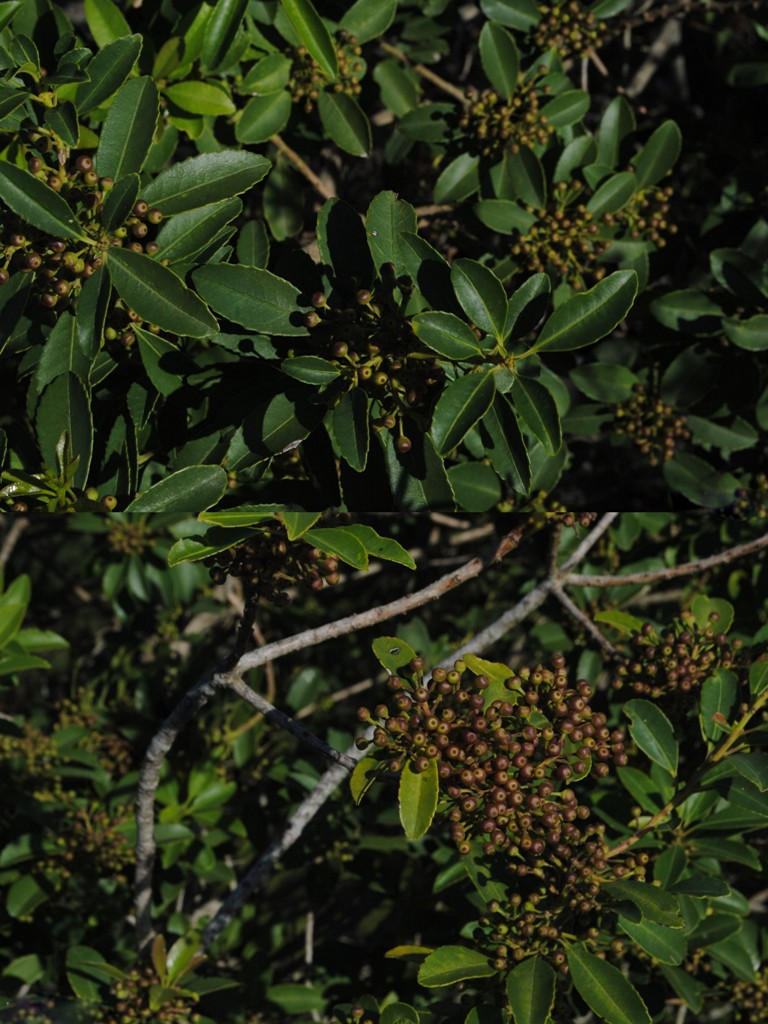